# Duelo de MCs
Duelo de MCs, ou Duelo de MCs Nacional, est l'un des principaux battles de rap freestyle au Brésil. Elle se déroule à Belo Horizonte, dans l'État du Minas Gerais, sur le viaduc Santa Tereza.

## Histoire
Duelo de MCs est fondé en 2007 par la Família de Rua,,,. En novembre ou décembre, se déroule le Duelo de MCs Nacional - A Grande Final, une compétition qui réunit les meilleurs MC de chaque État.
Le 26 août 2012 a lieu la première édition du Duelo Nacional, à laquelle participent huit MC provenant de sept États différents.

## Classement
Au préalable, tous les cercles culturels des États du Brésil organisent des étapes de sélection pour classer les MC en vue du Duelo Nacional de MCs,.

## Champions
| Année | État (UF) | Champion    | Score | Vice-champion | UF |
| ----- | --------- | ----------- | ----- | ------------- | -- |
| 2012  | MG        | Douglas Din | 2x0   | Mirapotira    | BA |
| 2013  | MG        | Douglas Din | 2x1   | Koell         | SP |
| 2014  | BA        | Larício     | 2x1   | Capanga       | MG |
| 2015  | RJ        | Orochi      | 2x1   | Alves         | DF |
| 2016  | DF        | Sid         | 2x1   | Samurai       | RJ |
| 2017  | ES        | Cesar       | 2x1   | Drizzy        | MG |
| 2018  | MS        | Miliano     | 2x1   | NG            | MG |
| 2019  | CE        | MCharles    | 2x1   | Noventa       | ES |
| 2021  | DF        | Alves       | 2x1   | Vinicius ZN   | PE |
| 2022  | SP        | Big Mike    | 2x0   | Youngui       | SP |
| 2023  | GO        | Kaemy       | 2x0   | Neo           | RJ |
| 2024  | MG        | Martzin     | 2x1   | Japa          | BA |

## Beats
Depuis les débuts des battles, le Duelo de MCs collabore avec plusieurs DJ et utilise des instrumentaux de morceaux déjà publiés, généralement issus de chansons connues du hip-hop. Entre 2012 et 2015, on observe que des beats produits par le DJ Premier étaient fréquemment utilisés dans les battles. Cependant, avec le temps, le collectif Família de Rua commence à produire ses propres beats et à utiliser ces instrumentaux originaux dans les duels. 
En 2021, la Família de Rua organise le premier concours national de beatmakers, dans le but de sélectionner des beats originaux pour les battles du Duelo de MCs national. Lors de ce concours, sept beatmakers sont sélectionnés pour créer et fournir des instrumentaux pour l’édition nationale de 2020 : Adieu, DJ Caíque, DJ Neew, Emtee Beats, Iza Sabino, JB Producer et Sativo Beats. En 2023, la Família de Rua établit un partenariat avec l’Académie de Beats et organisé un deuxième concours national pour sélectionner les instrumentaux du Duelo de MCs national de 2023.